# Teileigentum
Teileigentum ist im Wohnungseigentumsrecht das Sondereigentum an nicht zu Wohnzwecken dienenden Räumen eines Gebäudes in Verbindung mit dem Miteigentumsanteil am Gemeinschaftseigentum, zu dem es gehört.

## Allgemeines
Diese Legaldefinition des § 1 Abs. 3 WEG berücksichtigt, dass es außer den zu Wohnzwecken dienenden Eigentumswohnungen auch nicht wohnlich genutztes Eigentum geben soll. Wohnungs- und Teileigentum unterscheiden sich lediglich durch ihre Zweckbestimmung, so dass ausschließlich der Zweck der Räume über ihre Bezeichnung als Wohnungs- oder Teileigentum entscheidet.
Teileigentum ist deshalb ein Parallelbegriff zum Wohnungseigentum.

## Rechtsfragen
Rechtsgrundlage für die Bildung von Teileigentum ist die Teilungserklärung (§ 8 Abs. 1 WEG). Sie bestimmt, ob es sich bei einer Sondereigentumseinheit um Wohnungseigentum oder um Teileigentum handelt. Für das Teileigentum gelten gemäß § 1 Abs. 6 WEG die Vorschriften über das Wohnungseigentum entsprechend.
Die Abgeschlossenheit von Räumen ist nach Maßgabe des § 3 Abs. 2 WEG Voraussetzung, ob Wohnungs- oder Teileigentum gebildet werden kann. Das Grundbuchamt nimmt die Teilung solange nicht vor, wie nicht der Aufteilungsplan und die Abgeschlossenheitsbescheinigung der Baubehörde vorliegt (§ 7 Abs. 4 Nr. 2 WEG).
Sodann legt das Grundbuchamt nach § 7 Abs. 1 WEG von Amts wegen ein besonderes Grundbuchblatt in Form des Teileigentumsgrundbuchs an. Gemäß § 2 Verordnung über die Anlegung und Führung der Wohnungs- und Teileigentumsgrundbücher (Wohnungsgrundbuchverfügung, WGV) ist in der Aufschrift unter die Blattnummer in Klammern das Wort „Teileigentumsgrundbuch“ zu setzen; das Bestandsverzeichnis enthält gemäß § 3 WGV den in einem zahlenmäßigen Bruchteil ausgedrückte Miteigentumsanteil an dem Grundstück. Die nachfolgenden Abteilungen enthalten gemäß § 4 WGV und § 5 WGV die Rechte wie ein
normales Grundbuch.
Neben dem Sondereigentum an nicht zu Wohnzwecken dienenden Räumen und dem Miteigentumsanteil am gemeinschaftlichen Eigentum gehört zum Teileigentum das Mitgliedschaftsrecht in der Wohnungseigentümergemeinschaft.

## Zweck
Außer dem Wohnzweck für Wohnungseigentum kann Teileigentum einem beliebigen sonstigen Zweck dienen, insbesondere gewerblicher oder geschäftlicher Art wie für Geschäftsräume, Läden, Lagerräume, Werkstätten, Garagen, Praxis- oder Büroräume, aber auch Hotels, Kliniken, Pensionen oder Schulen. Wohnungseigentum darf grundsätzlich nur zu Wohnzwecken genutzt werden. Teileigentum darf – mangels einschränkender Vereinbarung – zu jedem beliebigen Zweck, nicht aber als Wohnraum genutzt werden. Zulässig ist im Teileigentum auch die pensionsartige Überlassung der Räume an Touristen, Feriengäste und Geschäftspartner, da es sich hierbei nicht mehr um eine Wohnnutzung handelt. Ein besonderer Fall ist die Aufteilung von Pflegeheimen im Teileigentum, da die gebildeten „Pflegeappartements“ zwar zu Wohnzwecken genutzt werden, aber durch den gewerblichen Betrieb einer Pflegeeinrichtung sowie durch das Fehlen von für das Wohnungseigentum notwendigen Räumlichkeiten (z. B.: Küche) unter das Teileigentum fallen.